# Нова економічна політика
Нова́ економі́чна полі́тика (НЕП) — економічна політика, яка проводилася в Радянських республіках починаючи з 1921 року. Запроваджена весною 1921 року на X з'їзді РКП(б), змінивши політику «воєнного комунізму», що насаджувалася під час окупації більшовицьким режимом територій Російської Імперії та інших територій, що стали залежними від Москви. Нова економічна політика мала на меті відновлення народного господарства і подальший перехід до соціалізму за рахунок тимчасової лібералізації ринку, поступок населенню у занятті дрібним бізнесом тощо. Головний зміст НЕП — заміна продрозкладки продовольчим податком у сільському господарстві, використання ринку і різних форм власності, залучення іноземного капіталу у формі концесій, проведення грошової реформи (1922—1924), внаслідок якої рубль став конвертованою валютою.
НЕП дозволив швидко відновити зруйноване війнами та воєнним комунізмом господарство. 
З другої половини 1920-х років почалися перші спроби згортання НЕПу. Ліквідовувалися синдикати в промисловості, з якої адміністративно витіснявся приватний капітал, створювалася жорстка централізована система управління економікою (господарські наркомати). Сталін і його оточення узяли курс на примусове вилучення хліба й насильницьку колективізацію села. Проводилися репресії проти управлінських кадрів (Шахтинська справа, процес Промпартії, тощо). На початок 1930-х років НЕП був фактично згорнутий.

## Передумови НЕПу
Від колишньої Російської імперії відійшли території Фінляндії, Естонії, Латвії, Литви, Польщі, Західної Білорусі, більшу частину Волині, Бессарабії і Карської області. Також точилася російсько-українська війна, більша частина УНР ще не була остаточно окупована. За підрахунками фахівців, чисельність населення на територіях, що залишилися, ледве дотягувала до 135 млн. Втрати на цих територіях внаслідок воєн, епідемій, еміграції, скорочення народжуваності становили з 1914 року не менш як 25 млн чоловік.
Під час війни особливо постраждали Донбас, Бакинський нафтовий район, Урал і Сибір, було зруйновано багато шахт і копалень. Через брак палива і сировини зупинялися заводи. Робітники були змушені покидати міста і виїжджати в село. Загальний обсяг промислового виробництва скоротився в 5 разів. Устаткування давно не оновлювалося. Металургія виробляла стільки металу, скільки його виплавляли за Петра I.
Обсяг сільськогосподарського виробництва скоротився на 40 % у зв'язку із знеціненням грошей і дефіцитом промислових товарів.
Суспільство деградувало, його інтелектуальний потенціал значно ослаб. Велика частина інтелігенції була знищена або покинула країну.
Таким чином, головне завдання внутрішньої політики РКП(б) і Радянської держави полягало у відновленні зруйнованого господарства, створенні матеріально-технічної і соціально-культурної основи для побудови тоталітарного комуністичного режиму.
Селяни, обурені діями продзагонів, не лише відмовлялися здавати хліб, але і піднялися на озброєну боротьбу. Повстання охопили  Україну, Тамбовщину, Дон, Кубань, Поволжя і Сибір. Селяни вимагали зміни аграрної політики, ліквідації диктату РКП(б), скликання Установчих зборів на основі загального рівного виборчого права. На придушення цих виступів були кинуті частини Червоної армії.
Незадоволення перекинулося і на армію. 1 березня 1921 року моряки і червоноармійці Кронштадтського гарнізону під гаслом «За Ради без комуністів!» зажадали звільнення з в'язниць всіх представників соціалістичних партій, проведення перевиборів Рад і, як випливає з гасла, виключення з них всіх комуністів, надання свободи слова, зборів і союзів усім партіям, забезпечення свободи торгівлі, дозволу селянам вільно користуватися своєю землею і розпоряджатися продуктами свого господарства, тобто ліквідації продрозкладки. Переконавшись у неможливості домовитися з повсталими, влада наказала штурмувати Кронштадт. Чергуючи артилерійський обстріл і дії піхоти, до 18 березня Кронштадт удалося здобути; частина повсталих загинула, решта пішли до Фінляндії або здалися.
З відозви Тимчасового революційного комітету м. Кронштадта:

Товариші і громадяни! Наша країна переживає важкий момент. Голод, холод, господарська розруха тримають нас в залізних лещатах ось вже три роки. Комуністична партія, правляча країною, відірвалася від мас і виявилася не в змозі вивести її із стану загальної розрухи. З тими протестами, які останнім часом відбувалися в Петрограді і Москві і які досить яскраво вказали на те, що партія втратила довіру робочих мас, вона не рахувалась. Не рахувалась і з тими вимогами, які пред'являлися робітниками. Вона вважає їх учасниками контрреволюції. Вона глибоко помиляється. Ці протести, ці вимоги — голос всього народу, всіх трудящих. Всі робітники, моряки і червоноармійці ясно зараз бачать, що лише загальними зусиллями, загальною волею трудящих можна дати країні хліб, дрова, вугілля, одягнути роззутих і роздягнених і вивести республіку з безвиході.

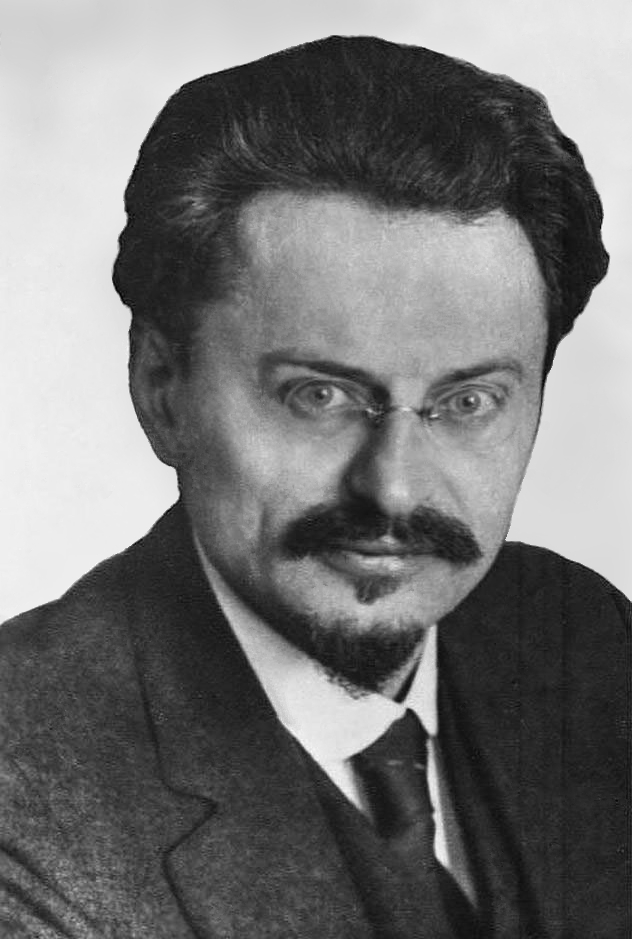
Л. Д. Троцький

Повстання, що прокотилися країною, переконливо показували, що більшовики втрачають підтримку в суспільстві. Вже в 1920 році чулися заклики відмовитися від продрозкладки (зокрема, закликав Троцький).
Політика воєнного комунізму вичерпала себе, проте Ленін не хотів цього визнати. Більш того — на рубежі 1920 і 1921 рр. він рішуче наполягав на посиленні цієї політики — зокрема, будувалися плани скасування грошової системи.
Лише навесні 1921 року стало очевидно, що загальне незадоволення низів, їхній збройний тиск можуть привести до повалення більшовиків. Тому Ленін зважився піти на поступку заради збереження влади.
Червона армія перемогла білих. Але економіка, як і раніше, мілітаризована до трудових армій.
Війни та політика воєнного комунізму повністю зруйнували господарство Росії, людей косили голод та епідемії.
|                                                       | Кінець 1920-х, початку 1921 років був одним із найважчих періодів життя молодої радянської республіки. За загальним рівнем виробництва країна була відкинута на багато десятиліть назад. Фінанси були зрушені, знецінилися паперові гроші, надзвичайно підвищилися ціни. Фунт хліба коштував більше 3000 рублів, а масло майже 37000. |
| — так описувала поточну ситуацію російська пропаганда | |

Лідери робітничої опозиції в партії більшовиків наполягали, що вийти з кризи можна завдяки самоврядуванню підприємств, щоб профспілки замінили уряди.
|  | «З'їзд заслухав звіт ЦК, розглянув питання про профспілки, господарське будівництво, єдність партій |

І Ленін проводить через з'їзд рішення про нову економічну політику. Мовляв, інакше владу не втримаємо.
|  | "Сутність НЕПу є союз пролетаріату і селянства. Мета нової економічної політики — максимальне піднесення продуктивних сил і поліпшення становища робітників і селян." |

Але профспілками, як і всіма організаціями радянської Росії, як і раніше, керують партійці.
|  | "З'їзд визначив завдання партії у національній політиці, дав відсіч опозиційним угрупованням". |

Перед з'їздом про новий курс сперечалися до 8 більшовицьких платформ. Припиняючи дебати, Ленін складає резолюцію "про єдність партії". "Партії ухилістів" виключать. Тепер генеральна лінія може бути висунута тільки керівництвом.

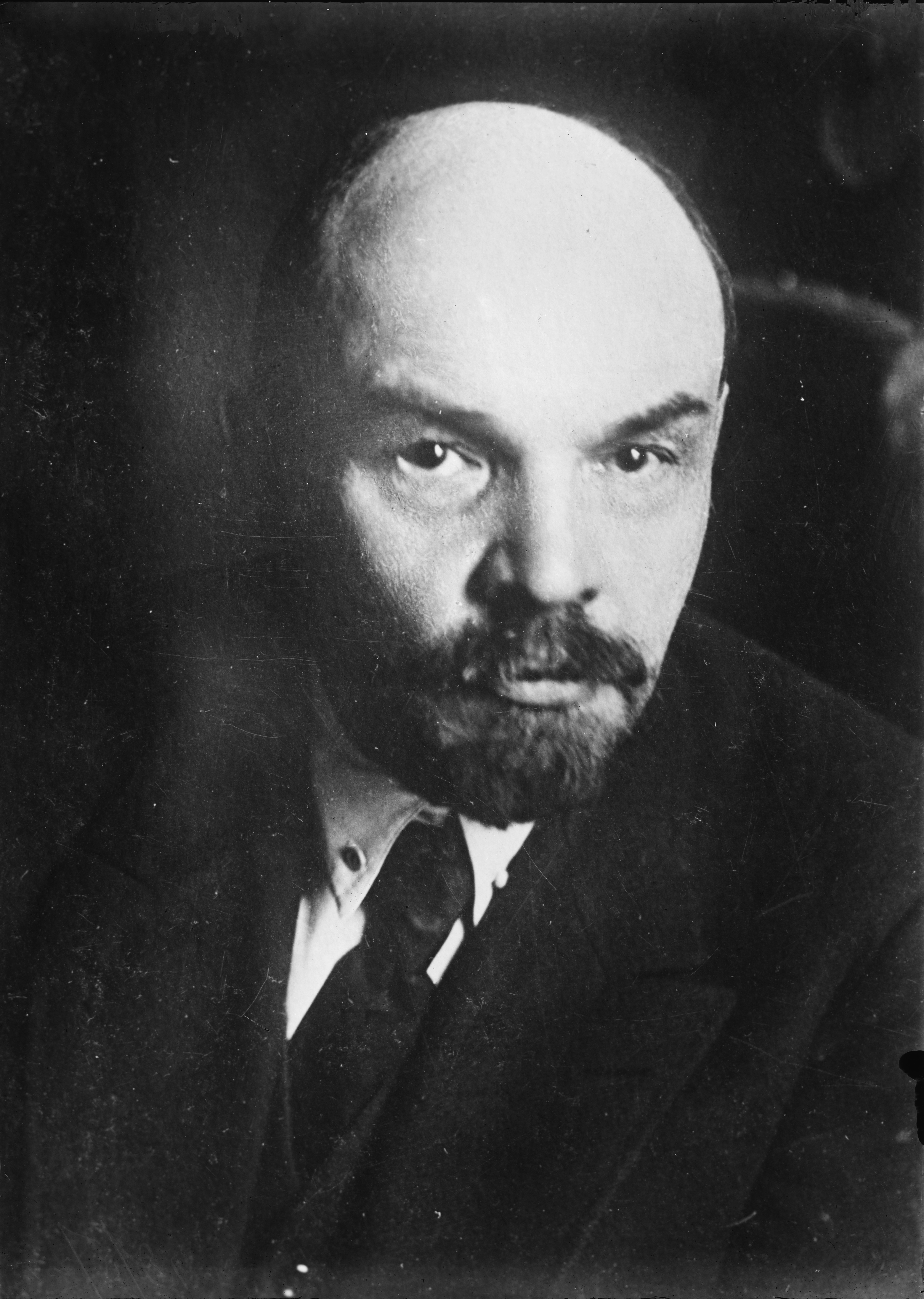
В. І. Ленін

Заради виживання всіх, і більшовизму теж, Ленін вирішує відійти від комуністичних догматів але «зберігаючи за своєю партією повноту влади та командні позиції в промисловості».
|         | Завдання НЕПу, основне, вирішальне, все інше собі підпорядковує, — це встановлення змички між тією новою економікою, яку ми почали будувати... і селянською економікою, якою живуть мільйони та мільйони селян. |
| — Ленін | |

## Хід НЕПу
Декретом ВЦВК від 21 березня 1921 року, прийнятим на підставі рішень X з'їзду РКП(б), продрозкладка була скасована і замінена продподатком, який був приблизно удвічі нижчим. Настільки значне послаблення дало певну стимул-реакцію до розвитку виробництва утомленому від війни селянству.
Ленін сам вказував, що поступки селянству були підпорядковані лише одній меті — боротьбі за владу: «Ми відкрито, чесно, без жодного обману, селянам заявляємо: для того, щоб утримати дорогу до соціалізму, ми вам, товариші селяни, зробимо цілий ряд поступок, але лише в таких-то межах і в такій-то мірі і, звичайно, самі судитимемо — яка це міра і які межі» (Повне Зібрання Творів, т. 42 з 192).
Оголошено нову економічну політику — НЕП. Немає насильства, замість продрозкладки, коли забирали зерно загалом скільки вважали за потрібне, запроваджено продподаток — третину врожаю.
|                                                 | "Розкладка як спосіб заготівлі продовольства сировини та фуражу замінюється натуральним податком. |
| — Десятий з'їзд російської комуністичної партії |                                                                                                   |

Введення продподатку не стало одиничним заходом. X з'їзд проголосив Нову економічну політику. Її суть — допущення ринкових відносин. НЕП розглядався як тимчасова політика, направлена на створення умов для соціалізму. Тимчасова, але не короткочасна. Сам Ленін підкреслював, що «НЕП — це серйозно і надовго!». Таким чином, він погоджувався з меншовиками в тому, що Росія на той момент не була готова до соціалізму, але для створення передумов соціалізму зовсім не вважав потрібним віддавати владу буржуазії.
Обмежено допускається приватне підприємництво. Грошова реформа поверне повноцінний карбованець. Це все — вимушені заходи. Тимчасова поступка капіталізму.
НЕП передбачав багатоукладність економіки країни: допускалися і кооперативи і приватно-підприємницька діяльність. Суть політики — максимальне піднесення продуктивних сил та поліпшення становища робітників і селян.
Головна політична мета НЕПу — зняти соціальну напруженість, укріпити соціальну базу радянської влади у вигляді союзу робітників і селян. Економічна мета — запобігти подальшому посилюванню розрухи, вийти з кризи і відновити господарство. Соціальна мета — забезпечити сприятливі умови для побудови соціалістичного суспільства, не чекаючи світової революції. Крім того, НЕП був націлений на відновлення нормальних зовнішньополітичних зв'язків, на подолання міжнародної ізоляції.
Приватна торгівля фактично вільна, і за два роки у її руках буде понад 80 відсотків роздрібу.
|  | "Перших успіхів досягли повсюдно, що утворилися споживчі виробничі та сільськогосподарські кооперативи. Саме у кооперації Ленін бачив спосіб з'єднання особистих інтересів із державними." |

Приватизують невеликі підприємства. Приватник може наймати до 20 працівників. Цей малий та середній бізнес швидко досягне 20 відсотків ВВП.
|                                | "Ми переможемо в тому випадку, якщо увіллємо дух конкуренції, ініціативи в будь-якому з наших економічних заходів". |
| — говорив член політбюро Риков | |

Відкриється понад 100 бірж, відновляться ярмарки, у тому числі найбільша — Нижньогородська. Державні трести працюють на умовах госпрозрахунку та самоокупності. Конкуруючи з приватником за покупця, бореться і держторгівля, породжуючи конструктивістську радянську рекламу:
|  | "Маяковський жартівливо писав: кому не страшний мороз зловісний, хто купить у ГУМі теплі речі." |

На прилавку невдовзі викладуть дореволюційні делікатеси із зазначенням старих брендів чи колишніх виробників, - реставрація капіталізму навіть на ярликах.
|  | "Перехід до непу супроводжувався оголошенням та деяким зростанням капіталістичних елементів. Ленін попереджав, що боротьба між капіталізмом та соціалізмом буде жорстокою". |

У логіці революції та громадянської війни НЕП незбагненний і непояснювальний. Червоні командири та комісари, "робітники від верстата", радянські начальники, ветерани більшовицької партії були у гніві: "За що боролися?!". Їхня ненависть і зневага викликає новий підприємницький клас — «непмани", — "колишні прикажчики, маклери, купецтво нижніх гільдій, — менше одного відсотка населення, але вони у всіх на увазі, — нувориші, розбагатіли відразу, формена контра, яку ще недавно без розмов ставили до стінки».
Напівкапіталізм НЕПа не в змозі підняти індустріалізацію в містах та агропромисловість на селі. А влада хоче "великого стрибка". Держпропаганда шельмує непманів, говорячи про них як про "відтрижку старого світу": 
|  | Противники нової економічної політики вміло нацьковували нових партійних активістів на безпартійних попутників з числа дореволюційної інтелігенції. Фахівців, головами яких переважно здійснювався НЕП. |

НЕПмани і самі відчувають свою швидкоплинність. Настрій "гуляємо на останок" відображає у співах "упадницький" естрадний репертуар середини 1920-х.
За ініціативою Й.В. Сталіна у кінці 1920-тих років НЕП почне різко згортатися, і до 1929 року з НЕПом покінчать. В усіх сферах життя держави буде насаджено адміністративно-командну систему, здійснюватиметься силовий тиск на суспільство взагалі, приватний сектор у промисловості й торгівлі буде розгромлений, а багато «непманів» опиняться на засланні. Згодом перша п'ятирічка буде новим воєнним комунізмом. Потім друга — схожа на НЕП, тільки державна. Надалі чергування різних відлиг і заморозків залишаться рисою соціалізму. А авантюрний міський фольклор початку 1920-их років буде "вік жити": до, під час, і після часу НЕПу.

### НЕП у сільському господарстві
Із звернення ВЦВК і РНК «До селянства РРФСР» 23 березня 1921 року:

Постановою Всеросійського Центрального Виконавського Комітету і Ради Народних Комісарів розкладка скасовується, і замість неї вводиться податок на продукти сільського господарства. Цей податок має бути менше, ніж хлібна розверстка. Він повинен призначатися ще до весняного посіву, щоб кожен селянин міг заздалегідь врахувати, яку долю урожаю він повинен віддати державі і скільки залишиться в його повне розпорядження. Податок повинен стягуватися без кругової поруки, тобто повинен падати на окремого господаря, щоб старанному і працелюбному господареві не доводилося платити за неакуратного односельця. Після сплати податку надлишки, що залишилися у селянина, поступають в його повне розпорядження. Він має право обміняти їх на продукти і інвентар, які доставлятиме в село держава з-за кордону і зі своїх фабрик і заводів; він може використовувати їх для обміну на потрібні йому продукти через кооперативи і на місцевих ринках і базарах.

Продподаток був спочатку встановлений на рівні приблизно 20 % чистого продукту селянської праці (тобто для його сплати потрібно було здати майже удвічі менше хліба, ніж при продрозкладці), причому згодом його намічалося понизити до 10 % урожаю і перевести в грошову форму.
30 жовтня 1922 вийшов Земельний кодекс РРФСР, яким скасовувався закон про соціалізацію землі і оголошувалася її націоналізація. При цьому селяни могли самі вибирати форму землекористування — общинну, приватну чи колективну. Також скасовано заборону на використання найманих робітників.
Необхідно, проте, відзначити той факт, що заможні селяни оподатковувалися за підвищеними ставками. Таким чином, з одного боку, була надана можливість покращувати добробут, але з іншого, не було сенсу надто розгортати господарство. Все це разом узяте привело до «осереднячення» села. Добробут селян в цілому в порівнянні з довоєнним рівнем підвищився, число бідних і багатих зменшилося, частка середняків зросла.
Проте навіть така половинчаста реформа дала певні результати, і до 1926 року продовольче постачання значно покращало.
Загалом, НЕП позитивно позначився на стані села. По-перше, у селян з'явився стимул працювати. По-друге (в порівнянні з дореволюційним часом), у багатьох збільшився земельний наділ — основний засіб виробництва.
Країні були потрібні гроші — на утримання армії, на відновлення промисловості, на підтримку світового революційного руху. У країні, де 80 % населення становило селянство, основний тягар податкового тягаря ліг саме на нього. Але селянство було не настільки багатим, щоб забезпечити всі потреби держави, необхідні податкові надходження. Підвищене оподаткування на особливо заможних селян також не допомогло, тому з середини 1920-х стали активно використовуватися інші неподаткові способи поповнення казни, такі, як примусові позики і занижені ціни на зерно і завищені ціни на промислові товари. Як наслідок, промислові товари, якщо розрахувати їх вартість у пудах пшениці, виявилися у декілька разів дорожче, ніж до війни, не зважаючи на нижчу якість. Утворилося явище, яке з легкої руки Троцького стали називати «ножицями цін». Селяни відреагували просто — перестали продавати зерно зверху того, що їм було потрібно для сплати податків.
Перша криза збуту промислових товарів виникла восени 1923 року. Селяни потребували плугів і інших промислових виробів, але відмовлялися купувати їх за завищеними цінами. Наступна криза виникла в 1924-25 господарському році (тобто восени 1924 — навесні 1925). Криза дістала назву «заготівельної», оскільки заготівлі становили тільки дві третини очікуваного рівня. Нарешті, в 1927-28 господарському році — нова криза: не удалося зібрати навіть найнеобхіднішого. Ця криза була спричинена штучним заниженням цін на зерно. Селяни не хотіли здавати зерно без вигоди для себе. Особливо це стосувалося «середняків» та «бідноти». Ця криза стала формальною причиною припинення дії НЕПу на селі та початку колективізації — чорної сторінки історії України.
Отже, до 1925 року стало ясно, що народне господарство прийшло до протиріччя: подальшому просуванню до ринку заважали політичні й ідеологічні чинники, страх «переродження» влади; поверненню до воєнно-комуністичного типу господарства заважали спогади про селянську війну 1920 років і масовий голод, страх антирадянських виступів.
Все це вело до різноголосся в політичних оцінках ситуації. Так, в 1925 році Бухарін закликав селян: «Збагачуйтеся, нагромаджуйте, розвивайте своє господарство!», але вже через декілька тижнів на ділі відмовився від своїх слів. Інші ж, на чолі з Преображенським, вимагали посилення боротьби з «кулаком» або «непманом», причому серед низової і середньої частини партійного керівництва такі настрої все більше посилювалися.

### НЕП у промисловості
З резолюції XII з'їзду РКП(б), квітень 1923 року

Відродження державної промисловості при загальній господарській структурі нашої країни знаходитиметься в найтіснішій залежності від розвитку сільського господарства, необхідні оборотні кошти повинні утворитися в сільському господарстві як надлишок сільськогосподарських продуктів над вжитком села, перш ніж промисловість зможе зробити рішучий крок вперед. Але настільки ж поважно для державної промисловості не відставати від землеробства, інакше на основі останнього створилася б приватна індустрія, яка, врешті-решт, поглинула б або розсмоктала державну. Переможною може виявитися лише така промисловість, яка дає більше, ніж поглинає. Промисловість, що живе за рахунок бюджету, тобто за рахунок сільського господарства, не могла б створити стійкої і тривалої опори для пролетарської диктатури. Питання про створення в державній промисловості додаткової вартості — є питання про долю Радянської влади, тобто про долю пролетаріату

Радикальні перетворення сталися і в промисловості. Главки були скасовані, а замість них створені трести — об'єднання однорідних або взаємозв'язаних між собою підприємств, що отримали повну господарську і фінансову незалежність, аж до права випуску довгострокових облігаційних позик. Вже до кінця 1922 р. близько 90 % промислових підприємств були об'єднані в 421 трест, причому 40 % з них було централізованого, а 60 % — місцевого підпорядкування. Трести самі вирішували, що виробляти і де реалізовувати продукцію. Підприємства, що входили в трест, знімалися з державного постачання і переходили до закупівель ресурсів на ринку. Законом передбачалося, що «державна казна за борги трестів не відповідає».
ВРНГ, яка втратила право втручання в поточну діяльність підприємств і трестів, перетворилась на координаційний центр. Її апарат був різко скорочений. Саме у той час з'явився господарський розрахунок, при якому підприємство (після обов'язкових фіксованих внесків до державного бюджету) має право само розпоряджатися доходами від продажу продукції, само відповідає за результати своєї господарської діяльності, самостійно використовує прибутки і покриває збитки. В умовах НЕПу, писав Ленін «державні підприємства перекладаються на так званий господарський розрахунок, тобто, по суті, в значній мірі на комерційні і капіталістичні початки».
Не менше 20 % прибутку трести мали направляти на формування резервного капіталу до досягнення ним величини, що дорівнювала половині статутного капіталу (незабаром цей норматив понизили до 10 % прибутку до тих пір, поки він не досягав третини первинного капіталу). А резервний капітал використовувався для фінансування розширення виробництва і відшкодування збитків господарській діяльності. Від розмірів прибутку залежали премії, отримувані членами правління і робітниками тресту.
У декреті ВЦВК і Раднаркому від 1923 р. було вказано:

трести — державні промислові підприємства, яким держава надає самостійність у виробництві своїх операцій, згідно із затвердженим для кожного з них статуту, і які діють на початках комерційного розрахунку з метою досягнення прибутку.

Стали виникати синдикати — добровільні об'єднання трестів на початках кооперації, що займалися збутом, постачанням, кредитуванням, зовнішньоторговельними операціями. До кінця 1922 р. 80 % трестованої промисловості було синдиковано, а на початок 1928 р. налічувалися 23 синдикати, які діяли майже у всіх галузях промисловості, зосередивши в своїх руках основну частину гуртової торгівлі. Правління синдикатів обиралося на зборах представників трестів, причому кожен трест міг передати на свій розсуд більшу або меншу частину свого постачання і збуту у ведення синдикату.
Реалізація готової продукції, закупівля сировини, матеріалів, устаткування здійснювалися на повноцінному ринку, каналами гуртової торгівлі. Виникла широка мережа товарних бірж, ярмарків, торговельних підприємств.
У промисловості і інших галузях була відновлена грошова оплата праці, введені тарифи, зарплати, що виключають зрівнялівку, і зняті обмеження для збільшення заробітків при зростанні вироблення. Були ліквідовані трудові армії, скасовані обов'язкова трудова повинність і основні обмеження на зміну роботи. Організація праці будувалася на принципах матеріального стимулювання, що прийшли на зміну позаекономічному примусу «воєнного комунізму». Абсолютна чисельність безробітних зареєстрованих біржами праці, в період НЕПу зросла (з 1,2 млн чоловік на початку 1924 р. до 1,7 млн чоловік на початку 1929 р.), але розширення ринку праці було ще значнішим (чисельність робітників і службовців у всіх галузях народного господарства збільшилася з 5,8 млн в 1924 р. до 12,4 млн в 1929 р.), так що фактично рівень безробіття знизився.
У промисловості і торгівлі виник приватний сектор: деякі державні підприємства були денаціоналізовані, інші — здані в оренду; було дозволено створення власних промислових підприємств приватним особам з числом зайнятих не більше 20 чоловік, якщо підприємство було без мотора і 10 чоловік, якщо з мотором (пізніше ця «стеля» була піднята). Серед орендованих «приватниками» фабрик були і такі, які налічували 200—300 чоловік, а в цілому на долю приватного сектора в період НЕПу доводилося біля п'ятої частини промислової продукції, 40—80 % роздрібної торгівлі і невелика частина гуртової торгівлі.
Ряд підприємств були здані в оренду іноземним фірмам у формі концесій. У 1926—27 рр. налічувалося 117 угод, що діяли, такого роду. Вони охоплювали підприємства, на яких працювали 18 тис. чоловік і випускалося ледве більше 1 % промисловій продукції. У деяких галузях, проте, питома вага концесійних підприємств і змішаних акціонерних суспільств, в яких іноземці володіли частиною паю, був вагомий: у видобутку свинцю і срібла — 60 %; марганцевої руди — 85 %; золото — 30 %; у виробництві одягу і предметів туалету — 22 %.
Окрім капіталів в СРСР прямував потік робітників-іммігрантів зі всього світу. У 1922 р. американською профспілкою швейників і радянським урядом була створена російсько-американська індустріальна корпорація (РАІК), якою було передано шість текстильних і швейних фабрик в Петрограді, чотири — в Москві
Бурхливо розвивалася кооперація всіх форм і видів. Роль виробничих кооперативів в сільському господарстві була незначна (у 1927 р. вони давали лише 2 % всій сільськогосподарській продукції і 7 % товарній продукції), зате простими первинними формами — збутовій, постачальницькій і кредитній кооперації — було охоплено до кінця 1920-х більше половини всіх селянських господарств. До кінця 1928 р. невиробничою кооперацією різних видів, перш за все селянською, було охоплено 28 млн чоловік (у 13 разів більше, ніж в 1913 р.). В усуспільненій роздрібній торгівлі 60—80 % доводилося на кооперативну і лише 20—40 % — на власне державну, в промисловості в 1928 р. 13 % всій продукції давали кооперативи. Існувало кооперативне законодавство, кредитування, страхування.
Замість знецінених і фактично відкинутих грошовим обігом совзнаків в 1922 р. був початий випуск нової грошової одиниці — червінців, що мали золотий вміст і курс в золоті (1 червінець = 10 дореволюційним золотим рублям = 7.74 г чистого золота). У 1924 р. що швидко витіснялися червінцями совзнаки взагалі припинили друкувати і вилучили із звернення; у тому ж році був збалансований бюджет і заборонено використання грошової емісії для покриття витрат держави; були випущені нові казначейські білети — рублі (10 рублів = 1 червінцю). На валютному ринку як усередині країни, так і за кордоном червінці вільно обмінювалися на золото і основні іноземні валюти за довоєнним курсом царського рубля (1 американський долар = 1.94 рубля).
Відродилася кредитна система. У 1921 р. був відтворений Держбанк СРСР, що почав кредитування промисловості і торгівлі на комерційній основі. У 1922—1925 рр. були створені цілий ряд спеціалізованих банків: акціонерні, в яких пайовиками були Держбанк, синдикати, кооперативи, приватні і навіть у свій час іноземні, для кредитування окремих галузей господарства і районів країни; кооперативні — для кредитування споживчої кооперації; організовані на паях сільськогосподарські спілки; замкнені на республіканських і центральний сільськогосподарські банки; суспільства взаємного кредиту — для кредитування приватної промисловості і торгівлі; ощадні каси — для мобілізації грошових накопичень населення. На 1 жовтня 1923 р. в країні діяло 17 самостійних банків, а доля Держбанку в загальних кредитних вкладеннях всієї банківської системи становила 2/3. До 1 жовтня 1926 р. число банків зросло до 61, а доля Держбанку в кредитуванні народного господарства знизилася до 48 %.
Економічний механізм у період НЕПу базувався на ринкових принципах. Товарно-грошові відносини, які раніше намагалися забрати з виробництва і обміну, в 1920-ті роки проникли у всі пори господарського організму, стали головною сполучною ланкою між його окремими частинами.
Всього за 5 років, з 1921 по 1926 р., індекс промислового виробництва збільшився більш ніж в 3 рази; сільськогосподарське виробництво зросло в 2 рази і перевищило на 18 % рівень 1913 р. Але і після завершення відновного періоду зростання економіки продовжувалося швидкими темпами: у 1927 і 1928 рр. приріст промислового виробництва склав 13 і 19 % відповідно. В цілому ж за період 1921—1928 рр. середньорічний темп приросту національного доходу склав 18 %.
Найважливішим підсумком НЕПу стало те, що вражаючі господарські успіхи були досягнуті на основі принципово нових, невідомих доти історії суспільних відносин. У промисловості ключові позиції займали державні трести, в кредитно-фінансовій сфері — державні і кооперативні банки, в сільському господарстві — дрібні селянські господарства, охоплені простими видами кооперації. Абсолютно новими виявилися в умовах НЕПу і економічні функції держави; докорінно змінилися цілі, принципи і методи урядової економічної політики. Якщо раніше центр прямо встановлював у приказному порядку натуральні, технологічні пропорції відтворення, то тепер він перейшов до регулювання цін, намагаючись непрямими, економічними методами забезпечити збалансоване зростання.
Держава чинила тиск на виробників, примушувала їх знаходити внутрішні резерви збільшення прибутку, мобілізовувати зусилля на підвищення ефективності виробництва, яке лише і могло тепер забезпечити зростання прибули.
Широка кампанія зі зниження цін була почата урядом ще в кінці 1923 р., але дійсно всеосяжне регулювання цінових пропорцій почалося в 1924 р., коли оборот повністю перейшов на стійку червону валюту, а функції Комісії внутрішньої торгівлі були передані Наркомату внутрішньої торгівлі з широкими правами у сфері нормування цін. Прийняті тоді заходи виявилися успішними: гуртові ціни на промислові товари знизилися з жовтня 1923 р. по 1 травня 1924 р. на 26 % і продовжували знижуватись далі.
Весь подальший період до кінця НЕПу питання про ціни продовжувало залишатися стрижнем державної економічної політики: підвищення їх трестами і синдикатами загрожувало повторенням кризи збуту, тоді як їх пониження понад міру при існуванні поряд з державним приватного сектора неминуче вело до збагачення приватника за рахунок державної промисловості, до перекачування ресурсів державних підприємств в приватну промисловість і торгівлю. Приватний ринок, де ціни не нормувалися, а встановлювалися в результаті вільної гри попиту і пропозиції, служив чуйним «барометром», «стрілка» якого, як тільки держава допускала прорахунки в політиці ціноутворення, відразу ж «вказувала на негоду».
Але регулювання цін проводилося бюрократичним апаратом, який не контролювався достатньою мірою безпосередніми виробниками. Відсутність демократизму в процесі ухвалення рішень, що стосуються ціноутворення, стало «ахіллесової п'ятої» ринкової соціалістичної економіки і зіграло фатальну роль у долі НЕПу.
Хоч які блискучі були успіхи в економіці, її підйом мав суворі межі. Досягти довоєнного рівня було нелегко, але і це означало нове зіткнення з відсталістю вчорашньої Росії, нині вже ізольованою і оточеною ворожим їй світом. Мало того, найбільш могутні й багаті капіталістичні держави знов починали зміцнюватися. Американські економісти підрахували, що національний дохід на душу населення в кінці 1920-х років становив у СРСР менш як 19 % американського.

### Політична боротьба часів НЕПу
Економічні процеси в період НЕПу накладалися на політичний розвиток і значною мірою визначалися останнім. Процеси ці впродовж всього періоду Радянської влади характеризувалися тяжінням до диктатури, авторитаризму. Вже в перші роки після встановлення Радянської влади Ленін, формально — перший серед рівних, виявився фігурою майже культової. Вже в ті роки можна говорити про складання культу особи верховного правителя.
Це було особливо небезпечно у поєднанні з диктатурою комуністичної партії. Як сказав в квітні 1922 року Михайло Томський, член Політбюро і голова профспілок, «У нас декілька партій. Але, на відміну від закордону, у нас одна партія у влади, а решта — у в'язниці». Як би на підтвердження його слів, літом того ж року відбувся відкритий процес над правими есерами. Судили всіх більш-менш великих представників цієї партії, що залишалися в країні, — і ухвалили більше десятка вироків до найвищої міри покарання (пізніше засуджені були помилувані). У тому ж 1922 року за кордон вислали більше двохсот найбільших представників російської філософської думки лише за те, що вони не приховували своєї незгоди з радянською владою — цей захід увійшов до історії під назвою «Філософський пароплав».
Дисципліна усередині самої комуністичної партії була також посилена. В кінці 1920 року в партії з'явилося опозиційне угрупування — «робоча опозиція», яка вимагала передачі всієї влади на виробництві профспілкам. Щоб присікти подібні спроби, X З'їзд РКП(б) в 1921 році ухвалив резолюцію про єдність партії. Згідно з цією резолюцією, рішення, що прийняті більшістю, повинні виконуватися всіма членами партії, включаючи і тих, хто з ними не згодні.
Наслідком однопартійності стало зрощення партії і уряду. Одні і ті ж люди обіймали головні посади і в партійних (Політбюро), і в державних органах (РНК, ВЦВК і т. д.). При цьому особистий авторитет народних комісарів і необхідність в умовах Громадянської війни приймати термінові, невідкладні рішення привели до того, що центр влади зосередився не в законодавчому органі (ВЦВК), а в уряді — Раднаркомі.
Всі ці процеси привели до того, що дійсне положення людини, його авторитет грали в 1920-ті роки більшу роль, чим його місце у формальній структурі державної влади. Саме тому, кажучи про діячів 1920-х років, ми називаємо перш за все не посади, а прізвища.
Паралельно із зміною положення партії в країні відбувалося і переродження самої партії. Очевидно, що бажають вступити в правлячу партію завжди буде значно більше, чим в партію підпільну, членство в якій не може дати інших привілеїв, окрім залізних нар або петлі на шию. В той же час, і партія, ставши правлячою, стала потребувати збільшення своєї чисельності для того, щоб заповнити державні пости всіх рівнів. Це привело до швидкого зростання чисельності комуністичної партії після революції. Час від часу він підхльостувався масовими наборами, такими як «Ленінський набір» після смерті Леніна. Неминучим наслідком цього процесу стало розчинення старих, ідейних, більшовиків в числі молодих партійців. На 1927 рік з 1300 тис. чоловік, що полягали в партії, лише 8 тис. мали дореволюційний стаж; більшість останніх комуністичну теорію абсолютно не знало.
Знижувався не лише інтелектуальний і освітній, але і моральний рівень партії. В цьому відношенні показові результати партійного чищення, проведеного в другій половині 1921 року з метою прибрати з партії «куркульсько-власницькі і міщанські елементи». З 732 тис. в партії було залишено лише 410 тис. членів (ледве більше половини!). При цьому третина виключених були вигнані за пасивність, ще чверть — за «дискредитацію радянської влади», «шкурництво», «кар'єризм», «буржуазний образ життя», «розкладання в побуті».
У зв'язку із зростанням партії всього більшого значення стала набувати спочатку непомітна посада секретаря. Будь-який секретар — посада другорядна за визначенням. Це людина, яка при проведенні офіційних заходів стежить за дотриманням необхідних формальностей. У партії більшовиків з квітня 1922 року існувала посада генерального секретаря. Він сполучав керівництво секретаріатом ЦК і обліково-розподільним відділом, який розподіляв партійців нижнього рівня по різних посадах. Посаду цю отримав Сталін.
Незабаром почалося розширення привілеїв верхнього шару членів партії. З 1926 року це коло отримало особливе ім'я — «номенклатура». Так стали називати партійно-державні посади, що входять в перелік посад, призначення на яких підлягало твердженню в обліково-розподільчому відділі ЦК.
Процеси бюрократизації партії і централізації влади проходили на тлі різкого погіршення здоров'я Леніна. Власне, рік введення НЕПу став для нього останнім роком повноцінного життя. У травні 1922 року його уразив перший удар — постраждав головний мозок, так що майже безпорадному Леніну встановили дуже ощадливий графік роботи. У березні 1923 року стався другий напад, після якого Ленін взагалі на пів року випав з життя, мало не заново вчився вимовляти слова. Ледве він почав відходити від другого нападу, в січні 1924-го стався третій і останній. Як показав розтин, останні майже два роки життя у Леніна діяла лише одна півкуля головного мозку.
Але між першим і другим нападами він ще намагався брати участь в політичному житті. Розуміючи, що його дні визнані, він намагався звернути увагу делегатів з'їзду на найнебезпечнішу тенденцію — на переродження партії. У листах до з'їзду, відомих як його «політичний заповіт» (грудень 1922 — січень 1923 року), Ленін пропонує розширити ЦК за рахунок робітників, вибрати нову ЦКК (Центральну контрольну комісію) — з пролетарів, урізувати непомірно набряклу і тому недієздатну РСІ (Робітничо-селянську інспекцію).
У «Ленінському заповіті» була і ще одна складова — особисті характеристики найбільших партійних діячів. Мовби добираючи наступника, він давав характеристику кожному з них (Троцький, Сталін, Зінов'єв, Каменєв, Бухарін, П'ятаків), але в кожного знаходив якісь вади. Такої певної вказівки, кого вважати спадкоємцем, Ленін і не залишив. Лише одне певна вказівка була в його «заповіті»: посада генерального секретаря дає Сталіну дуже велику владу, небезпечну при його грубості (небезпечно це було, на думку Леніна, лише в стосунках Сталіна і Троцького, а не взагалі). Деякі сучасні дослідники вважають, проте, що «Ленінський заповіт» більше ґрунтувався на психологічному стані хворого, ніж на політичних мотивах.
Але листи до з'їзду дійшли до рядових його учасників лише в уривках, а лист, в якому соратникам давалися особисті характеристики, найближче оточення і зовсім не показало партії. Домовилися між собою, що Сталін обіцяє виправитися, — тим справа і кінчилося.
Ще до фізичної смерті Леніна, восени 1923 роки, між його «спадкоємцями» почалася боротьба. У жовтні Троцький виступив з відкритим листом, у якому вказав на становлення бюрократичного внутріпартійного режиму. Через тиждень відкритий лист на підтримку Троцького написала група з 46 старих більшовиків («Лист 46»). Центральний комітет, зрозуміло, відповів рішучим спростуванням. Провідну роль в цьому зіграли Сталін, Зінов'єв і Каменєв. Гострі суперечки не вперше виникали в партії більшовиків. Але на відміну від попередніх обговорень, цього разу група влади активно використовувала навішування ярликів. Троцького не спростовували розумними аргументами — його просто звинувачували в меншовизмі, ухильництві та інших смертних гріхах. Підміна дійсної суперечки навішуванням ярликів — нове явище: його не було раніше, але воно стане дедалі звичнішим у міру розвитку політичного процесу в 1920-ті роки.
Троцького перемогли досить легко. Наступна ж партійна конференція, що відбулася в січні 1924 року, обнародувала резолюцію про єдність партії (що раніше зберігалася в секреті), і Троцький був вимушений замовкнути. До осені. Восени 1924 він, проте, випустив книгу «Уроки Жовтня», в якій недвозначно стверджував, що революцію робив він з Леніном. Тоді Зінов'єв з Каменєвим «раптом» пригадали, що до VI з'їзду РСДРП(б) в липні 1917 р. Троцький був меншовиком. Партія була шокована. У грудні 1924 р. Троцького зняли з поста наркомвійськмора, але залишили в Політбюро.

### Згортання НЕПу
З жовтня 1928 року почалося здійснення першого п'ятирічного плану розвитку народного господарства. При цьому як план на першу п'ятирічку був прийнятий не проєкт, розроблений Держпланом СРСР, а завищений варіант, складений ВСНХ не стільки з врахуванням об'єктивних можливостей, скільки під тиском партійних гасел. У червні 1929 року почалася масова колективізація (що суперечила навіть плану ВСНХ) — вона проводилася з широким вживанням примусових заходів. Восени вона доповнилася примусовими хлібозаготівлями.
В результаті цих заходів об'єднання в колгоспи дійсно набуло масового характеру, що дало привід Сталіну в листопаді того ж 1929 років виступити із заявою про те, що середняк пішов в колгоспи. Стаття Сталіна так і називалася — «Великий перелом». Відразу після цієї статті черговий пленум ЦК схвалив нові, підвищені і прискорені, плани колективізації і індустріалізації.

## Висновок
Безперечним успіхом НЕПу було відновлення зруйнованої економіки, причому, якщо врахувати, що після революції Росія втратила багато висококваліфікованих кадрів (економістів, управлінців, виробничників), то успіх нової влади стає ще більшим, стаючи справжньою «перемогою над розрухою». Разом з тим, відсутність тих самих висококваліфікованих кадрів стала причиною прорахунків і помилок.
Значні темпи зростання економіки, проте, були досягнуті лише за рахунок повернення у стрій довоєнних потужностей, адже Росія лише до 1926—1927 року досягла економічних показників довоєнних років. Потенціал для подальшого зростання економіки виявився украй низьким. Приватний сектор не допускався на «командні висоти в економіці», іноземні інвестиції не віталися, та і самі інвестори особливо не квапилися до Росії через нестабільність, що зберігається, і загрози націоналізації капіталів. Держава ж була не здатна лише зі своїх засобів виробляти довгострокові капіталомісткі інвестиції.
Також суперечливою була ситуація і в селі, де явно гнобили «куркулів» — найбільш дбайливих і ефективних господарів. У них був відсутній стимул працювати краще. Змусити село збільшувати обсяг виробництва можна було лише переклавши її на колективний спосіб господарювання, що підкоряється централізованому плануванню.